# Logic (nhạc sĩ)
Sir Robert Bryson Hall II (sinh ngày 22 tháng 1 năm 1990), được biết tới qua nghệ danh Logic, là một rapper, ca sĩ, người viết bài hát và nhà sản xuất thu âm người Mỹ. Lớn lên tại Gaithersburg, Maryland, Logic đã đến với âm nhạc từ khi còn là thiếu niên, và dấn thân vào sự nghiệp âm nhạc vào đầu năm 2009 với việc phát hành Logic: The Mixtape dưới cái tên "Psychological", và cho phát hành thêm một mixtape nữa có tựa đề Young, Broke & Infamous vào năm 2010. Anh ký hợp đồng với Visionary Music Group, trước khi phát hành thêm ba mixtape nữa trong vòng ba năm tiếp theo.
Mixtape thứ tư của anh, Young Sinatra: Welcome to Forever (2013), được phát hành và nhận được đánh giá rất tốt từ giới phê bình, giúp cho Logic kí thỏa thuận thu âm với Def Jam Recordings. Anh sau đó cho phát hành album phòng thu đầu tay Under Pressure vào tháng 10 năm 2014, khởi đầu tại vị trí thứ tư trên bảng xếp hạng Billboard 200, và sau đó đạt chứng nhận vàng bởi Hiệp hội Công nghiệp ghi âm Hoa Kỳ (RIAA) và bán được hơn 171.000 bản. Album phòng thu thứ hai của Logic The Incredible True Story được phát hành tháng 11 năm 2015, được đánh giá tích cực từ các nhà phê bình. Album bán được hơn 185.000 bản và cũng được chứng nhận vàng tại Hoa Kỳ. Logic đã phát hành mixtape thứ năm của mình, Bobby Tarantino, vào năm 2016.
Album phòng thu thứ ba của Logic Everybody (2017) là album đầu tiên khởi đầu tại vị trí thứ nhất ở Hoa Kỳ, với 247.000 đơn vị album tương đương, trong đó 196.000 là doanh số bán album thực. Trong album này là đĩa đơn top 10 quốc tế đầu tiên của anh với tư cách là nghệ sĩ chính, "1-800-273-8255", đạt tới vị trí thứ ba trên bảng xếp hạng Billboard Hot 100.

## Danh sách đĩa nhạc
Album phòng thu
- Under Pressure (2014)
- The Incredible True Story (2015)
- Bobby Tarantino (2016)
- Everybody (2017)
- Bobby Tarantino II (2018)
- YSIV (2018)
- Supermarket (2019)
- No Pressure (2020)
- Bobby Tarantino III (2021)

## Giải thưởng và đề cử
| Năm  | Giải                            | Hạng mục                                       | Dành cho          | Kết quả      | Tham khảo |
| ---- | ------------------------------- | ---------------------------------------------- | ----------------- | ------------ | --------- |
| 2017 | Giải Video âm nhạc của MTV      | Best Fight Against the System                  | "Black SpiderMan" | Đoạt giải    | [ 6 ]     |
| 2017 | Giải BMI R&B/Hip-Hop            | Bài hát R&B/Hip-Hop được trình diễn nhiều nhất | "Sucker for Pain" | Đoạt giải    | [ 7 ]     |
| 2018 | Giải Grammy                     | Bài hát của năm                                | "1-800-273-8255"  | Đề cử        | [ 8 ]     |
| 2018 | Giải Grammy                     | Video âm nhạc xuất sắc nhất                    | "1-800-273-8255"  | Đề cử        | [ 8 ]     |
| 2018 | Giải thưởng âm nhạc iHeartRadio | Nghệ sĩ pop mới xuất sắc nhất                  | Chính anh         | Chưa công bố | [ 9 ]     |